# Monir Fakhri Abdel Nour

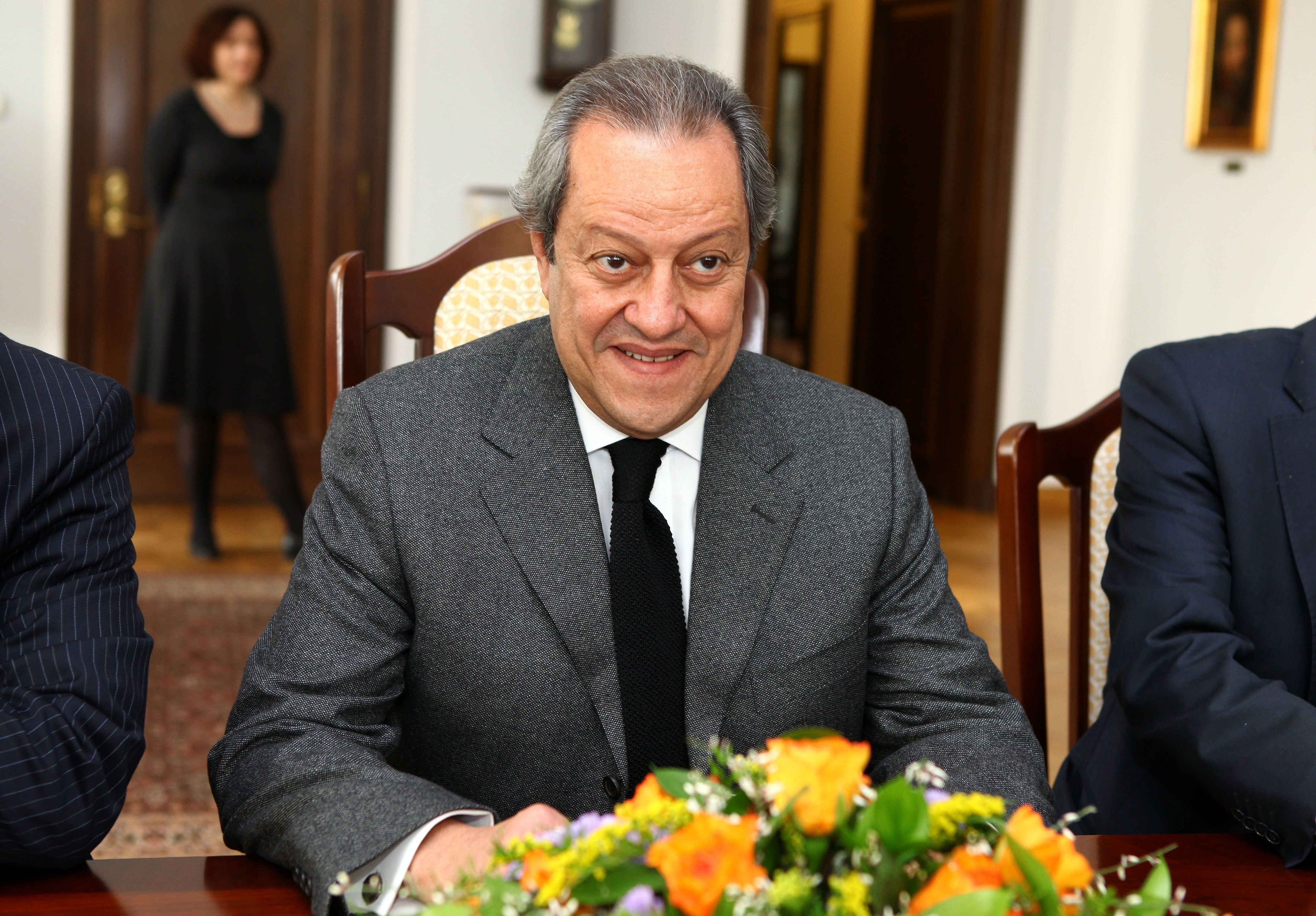
Monir Fakhri Abdel Nour

Monir Fakhri Abdel Nour (arabisch منير فخري عبد النور Munir Fachri Abd an-Nur, DMG Munīr Faḫrī ʿAbd an-Nūr; * 21. August 1945 in Kairo) ist ein ägyptischer Politiker.
Er wurde am 21. Februar 2011 als erster Vertreter der Opposition nach der Revolution in Ägypten 2011 zum Tourismusminister berufen und ist außerdem Generalsekretär der Neuen Wafd-Partei. Er gehört der Religionsgemeinschaft der Kopten an.

## Frühes Leben
Abdel Nour wurde am 21. August 1945 in einer koptisch-christlichen Familie geboren. Sein Vater Amin Fakhry Abdel Nour (1912–2012) war ein Politiker der Wafd.

## Bildung
Er besuchte eine französische Universität in Kairo. Er hat einen Bachelor-Abschluss in Wirtschafts- und Politikwissenschaften von der Universität Kairo. Er hat einen Master-Abschluss der American University of Cairo (AUC) und seine Dissertation trägt den Titel "Private Auslandsinvestitionen als Quelle wirtschaftlicher Entwicklung".

## Politische Laufbahn
Abdel Nour ist ein Geschäftsmann. Er begann seine Karriere als Vertreter der französischen Bank "Banque de l'Union Européenne" in Ägypten und im Nahen Osten und wechselte dann als Vizepräsident Ägyptens zur American Express International Banking Corporation. Er gründete später die ägyptische Finanzgesellschaft. 1983 gründete er den ägyptisch-französischen Verband der Agrarindustrie (Vitrac Company). Er war Mitglied des Board of Directors der Börsen in Kairo und Alexandria des Verbandes der ägyptischen Industrie. Außerdem war er Mitglied des Wirtschaftsforschungszentrum für Entwicklungsländer, Universität Kairo.
Dann widmende er sich der Politik. Bei den Wahlen 1995 kandidierte er für ein öffentliches Amt, scheiterte jedoch. Er gewann einen Sitz bei den Parlamentswahlen 2000. Dort wurde er zum Oppositionsführer innerhalb des Parlaments gewählt. Später wurde er zum Generalsekretär der Wafd-Partei gewählt. Nach der Revolution vom 25. Januar wurde er im Februar 2011 zum Tourismusminister im Kabinett von Premierminister Ahmad Schafiq ernannt. Abdel Nour trat die Nachfolge von Zoheir Garranah an. Er blieb bis zum 2. August 2012 im Kabinett unter der Leitung von Essam Sharaf, gefolgt von Kamal Ganzouri.
Er weigerte sich, der von Hisham Kandil geführten Regierung der Muslimbrüder beizutreten, und schloss sich der Opposition an. Am 23. November 2012 beteiligte er sich an der Einrichtung der "Nationalen Heilsfront" und wurde später zum Generalsekretär gewählt. Er war einer der Organisatoren des Aufstands am 30. Juni 2013, der die Herrschaft der Muslimbrüder beendete.
Im Februar 2013 trat er unter der Leitung von Ibrahim Mahlab als Minister für Handel, Industrie und Investitionen dem Kabinett bei und wird das Handels- und Industrieportfolio bis zum 18. September 2015 aufrechterhalten. Am 16. Juli 2013 wurde er zum Minister für Industrie und Außenhandel im Interimskabinett unter der Leitung von Premierminister Hazem Al Beblawi ernannt.